# (15981) 1998 UP6
1998 يو بي 6 (ويعرف أيضًا باسم (15981) 1998 يو بي 6 وفق تسمية الكوكب الصغير) (بالإنجليزية: 1998 UP6)‏ هو كويكب ضمن حزام الكويكبات؛ وترتيبه 15981 من حيث الاكتشاف.
اكتُشف هذا الجُرم الفلكي بواسطة تاكيشي أوراتا ‏ في 18 أكتوبر 1998.

## وصلات خارجية
- (15981) 1998 UP6 في قاعدة بيانات مختبر الدفع النفاث لأجرام النظام الشمسي الصغيرة

- الاكتشاف · مخطط المدار ·  العناصر المدارية · المعلمات المادية

- (15981) 1998 UP6 على موقع ويكي سكاي: DSS2, SDSS, GALEX, IRAS, Hydrogen α, X-Ray, Astrophoto, Sky Map, Articles and images